# Haematopota gamae
Haematopota gamae är en tvåvingeart som beskrevs av Travassos Santos Dias 1991. Haematopota gamae ingår i släktet Haematopota och familjen bromsar.
Artens utbredningsområde är Portugal. Inga underarter finns listade i Catalogue of Life.